# Ставищенський скарб
Ставищенський скарб — знайдений у с. Ставище (кол. Татариска) Дунаєвецького району на Поділлі (Хмельницька область). Знайдений у 1895 р. і складається з 1144 срібних литовських і чеських монет 14 — 15 ст.